# Santa Maria del Monte (Cesena)

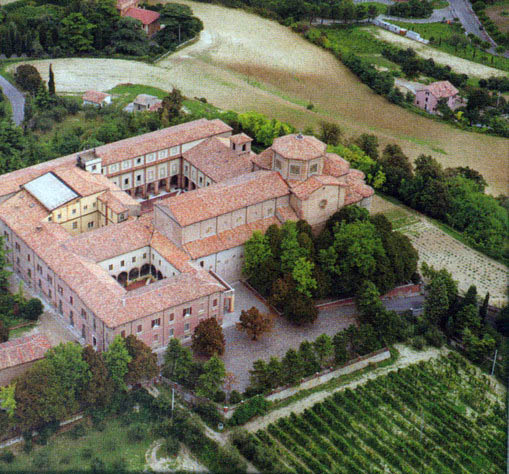
Abtei Santa Maria del Monte

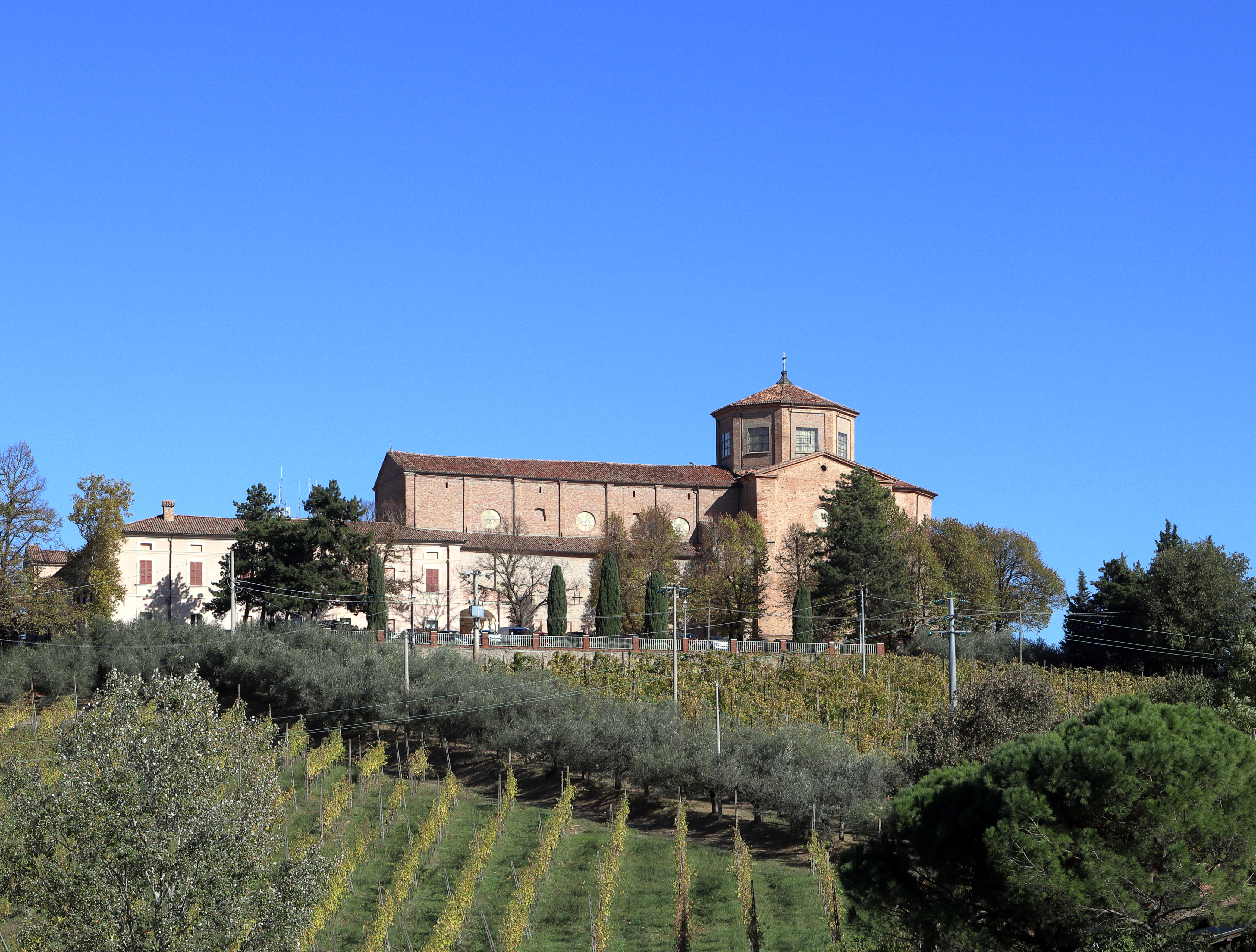
Talansicht

Die Abtei Santa Maria del Monte (lat. Abbatia Sanctae Mariae de Monte Caesenae) ist ein Benediktinerkloster in Cesena in der Emilia-Romagna, Italien in der Diözese Cesena–Sarsina. Die auf dem Hügel Spaziano gelegene Abtei der Benediktiner stammt aus dem 11. Jahrhundert. Die Abteikirche trägt den Titel einer Basilica minor.

## Geschichte
Nach der Überlieferung „Vita Mauri“ von Petrus Damiani (1044–1072) zog sich Bischof Maurus von Cesena († 946) auf den Hügel von Spaziano zum Gebet zurück. Nach seinem Tod ereigneten sich der Überlieferung nach an der Grabstätte zahlreiche Wunder, die Verehrung des Volkes wuchs und die kleine Zelle, die er gebaut hatte, wurde vergrößert.
Auf den Überresten einer früheren Kirche aus dem 9. Jahrhundert wurde dann Anfang des 11. Jahrhunderts zuerst eine dreischiffige Basilika errichtet, und zwischen 1001 und 1026 wurde schließlich das Benediktinerkloster gegründet. Im 13. Jahrhundert wurde der Komplex stark bereichert und erhielt 1318 die Madonnenstatue (sie stammte aus der kleinen Kirche von Montereale); sofort entstand eine populäre Manifestation mit der Schaffung kleiner Votivtafeln für empfangene Gnaden.
Zwischen 1536 und 1548 erhielt die Kirche ihre heutige Form nach einem Entwurf von Domenico Garavini aus Brisighella, der auf einer Originalzeichnung von Bramante beruhte.
Das 18. Jahrhundert war eine Zeit der Krise des Benediktinerklosters, einschließlich des Erdbebens von 1768, das die Kuppel der Basilika zerstörte. Diese wurde von Pietro Carlo Borboni wiederaufgebaut und von Giuseppe Milani von 1773 bis 1774 ausgestaltet. Nach dem Einmarsch der Franzosen im Jahr 1797 wurde die Abtei verlassen und 1812 zum Verkauf angeboten. Das Eingreifen von Pietro Maria Semprini rettete sie vor dem Verfall, indem er sie Papst Pius VII. schenkte, der Novize in der Abtei war. Als er am 1. Mai 1814 Papst wurde, krönte er die Madonna mit dem Kind und überließ in seinem Testament den gesamten Komplex den Mönchen, die erst 1888 endgültig in den „Monte“ zurückkehren konnten.
Das herausragende Erbe der Abtei ist die Votivsammlung, eine Sammlung von 690 Stücken von großem Wert, die aus Tafeln besteht, die ab dem 14. Jahrhundert gemalt wurden und die Wunder darstellen, die der Jungfrau des Berges und ihrem Schutz für Cesena und dessen Einwohner zugeschrieben werden. Der Bibliotheksflügel stürzte während der Bombardierung im Zweiten Weltkrieg ein.
Im Jahr 1986 hielt sich Papst Johannes Paul II. während seines Besuchs in der Romagna in der Abtei auf und besuchte sie; zum Gedenken an dieses große Ereignis wurde auch ein Exvoto gemalt.
Zu Beginn des 21. Jahrhunderts wurde schließlich dank des Engagements der Gesellschaft der Freunde des Berges ein Refektorium und der moderne Konferenzsaal Pio VII eingerichtet.

## Architektur

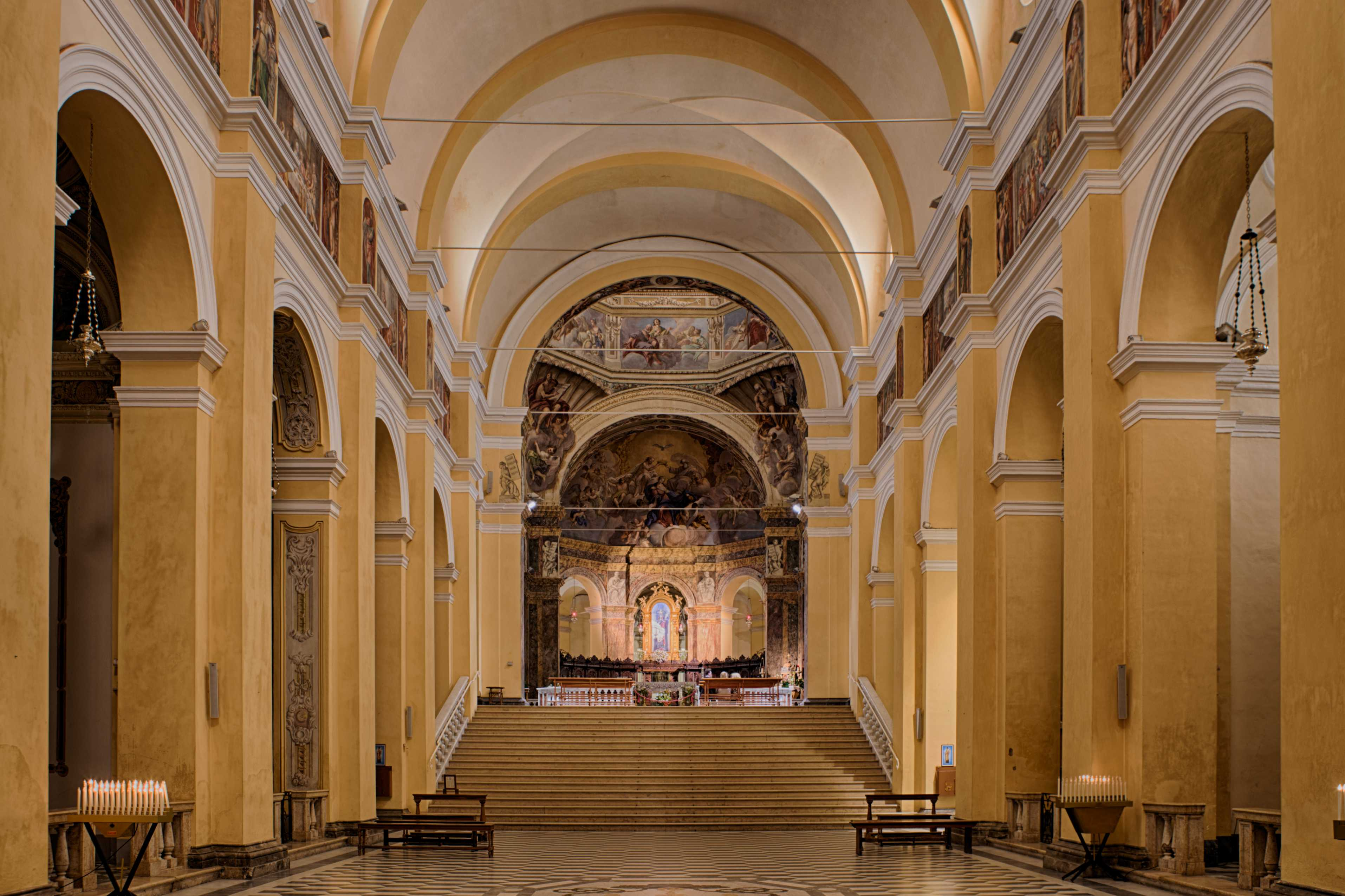
Innenraum

Die Abtei Santa Maria del Monte, die sich auf dem Hügel Spaziano (135 m) befindet, bietet ein weites Panorama, das vom Vorplatz aus vom Monte Titano über die ersten Apenninen, die die Stadt Cesena umschließen, bis hin zur Ebene der Romagna und dem Adriatischen Meer zu sehen ist.
Vom Kirchenschiff der Klosterkirche gehen Seitenkapellen ab. Am oberen Ende befindet sich der Fries von Girolamo Longhi mit vierzehn Szenen aus dem Leben der Madonna (1559), der erst 1914 ans Licht kam und wie durch ein Wunder vor den Bombenangriffen des Zweiten Weltkriegs im Jahr 1944 bewahrt wurde, was jedoch nicht für das Fresko an der Gegenfassade gilt: Moses zieht seine Schuhe aus, bevor er zum Horeb hinaufsteigt, ein Werk von Gavarini (16. Jahrhundert). Oben verläuft auf drei Seiten ein Fries von Gerolamo Longhi mit 14 Szenen aus dem Leben der Jungfrau.
Im Langhaus der Saalkirche ist der Boden mit dem Symbol der Benediktinerkongregation von Montecassino dekoriert. Am hochgelegenen Chorraum befindet sich seitlich der Zugang zur Krypta, rechts ist die Absetzung Christi von Mastelletta zu sehen, links Jesus mit der Samaritanischen Frau von Marcantonio Franceschini, Ende des 17. Jahrhunderts. Hinter dem Hochaltar steht ein prächtiges Chorgestühl aus Nussbaumholz, ein Meisterwerk von Giuseppe della Val di Scalve, das zwischen 1560 und 1562 geschnitzt wurde, und die Statue der Madonna Assunta, die aus Stuck und bemaltem Holz aus dem 13. Jahrhundert.

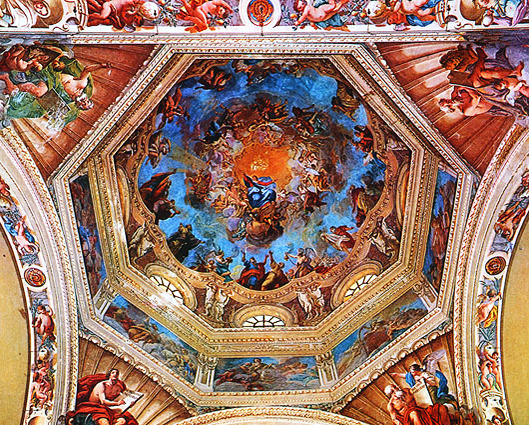
Innenkuppel

Die gesamte malerische Ausschmückung dieses Teils der Basilika ist das Werk von Giuseppe Milani. Die Fresken wurden zwischen 1773 und 1774 ausgeführt. Man erkennt hier die melozzianische Perspektive von unten nach oben und den Einfluss der Kuppel der Kapelle der Madonna del Fuoco im Dom von Forlì von Carlo Cignani. Am Anfang der Kuppelbögen befinden sich die wichtigsten christlichen Tugenden, an den Hängezwickeln die vier Evangelisten, im Tambour acht Szenen aus dem Alten Testament, in der Kuppel eine monumentale Himmelfahrt der Jungfrau, in der Apsiskalotte die Krönung der Jungfrau Maria.

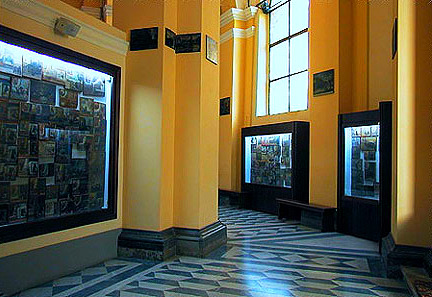
Votivtafeln im Chorumgang

Einige Gemälde des alten Cesena leiten den Chorumgang ein, in dem ein Teil der wertvollen Sammlung von Ex-Votos aufbewahrt wird, die zu den reichsten und ältesten in Europa gehört. Hier werden in drei Kapellen ein Kruzifix aus dem 14. Jahrhundert, eine Terrakottastatue des hl. Joseph aus dem frühen 20. Jahrhundert und eine Statue des hl. Benedikt von Leonardo Lucchi aus dem Jahr 1987 präsentiert.
In der Krypta, zu der man durch ein schmiedeeisernes Tor (ein Werk von Pio Nobilione aus dem 20. Jahrhundert) gelangt, befinden sich ein Steinkreuz aus dem 9. Jahrhundert und ein römischer Sarkophag, die antike Grabstätte von St. Maurus, die sich heute im Dom von Cesena befindet.

### Seitenkapellen
Von der Abteikirche gehen drei Kapellen auf der rechten und vier auf der linken Seite aus. In der ersten Kapelle auf der rechten Seite befinden sich eine wertvolle Verkündigung von Bartolomeo Coda aus dem Jahr 1543 und ein Haupt des hl. Johannes; in der zweiten Kapelle ein hl. Maurus, der die Kranken heilt, von Francesco Mancini aus dem Jahr 1704 und ein Medaillon von Girolamo Marchesi aus dem 16. Jahrhundert. In der dritten Kapelle auf der rechten Seite befindet sich das wertvollste Gemälde der Basilika: die Darstellung des Jesuskindes im Tempel und die Reinigung der Jungfrau durch den Bologneser Meister Francesco Francia aus dem Jahr 1515; in der Lünette befindet sich eine Kreuzabnahme von Girolamo Marchesi.
In der ersten Kapelle auf der linken Seite befindet sich der hl. Sebastian von Vincenzo Ansaloni; darauf folgt die Kapelle mit dem hl. Laurentius aus dem 17. Jahrhundert; in der dritten Kapelle schließlich ist die Glorie der hln. Benedikt und Scholastika von Giovanni B. Barbiani zu sehen, die ebenfalls aus dem 17. Jahrhundert stammt. In der vierten Kapelle befinden sich verschiedene Reliquien und der Leichnam des Heiligen Agapo.

### Sakristei
Ein großer Raum führt in die Sakristei aus dem 14. Jahrhundert, in der sich Ausstattungsteile aus dem 18. Jahrhundert und ein Freskenzyklus von Giovanni Cappelli aus dem Jahr 1946 befinden; an den Wänden sind weitere Fresken zu sehen: Johannes der Evangelist von Lorenzo Veneziano (um 1370), Fastenzeit im Tempel von Francesco Menzocchi (1534) und Die Heilige Familie von Gaspare Sacchi (1536).